# Santi Zubieta
Santiago Alfredo Zubieta, conocido como Santi Zubieta (Galdácano, Vizcaya, 20 de junio de 1908 - Madrid, 3 de septiembre de 2007), fue un futbolista y entrenador español. Jugaba de extremo derecho y su primer equipo fue el Racing de Santander de España.
Era hermano de Ángel Zubieta.

## Trayectoria
Llegó al Racing de Santander con 18 años, debutó el 11 de septiembre de 1927, ganando por 5-0 al Eclipse FC de Santander y marcando el primer gol.
Zubieta fue uno de los componentes que consiguió clasificar al Racing de Santander para disputar la primera liga jugando en el primer once del Racing de Santander, el 12 de febrero de 1929, ante el FC Barcelona en El Sardinero y en el que también jugaron Raba, Santiuste, Gacituaga, Torón, Baragaño, Larrinoa, Santi, Loredo, Óscar, Ángel Gómez-Acebo Quintana y Amós.
En la temporada 1930-31 también fue uno de los integrantes de la plantilla que logró el subcampeonato de Liga (mejor resultado de la historia del Racing de Santander) con un equipo que fue el primero que representó a España en un campeonato internacional y el único que ha representado a la España de la República, el Torneo Colonial de París.
Zubieta jugó, en total, 164 encuentros con el Racing de Santander y marcó 23 goles.
Las temporadas 1934-35 y 1935-36 juega en el Valencia CF, alistándose en el ejército del aire al comenzar la guerra civil española y jugando con el Aviación Nacional, llegó a hacer carrera como militar. También jugó en el Imperio Club de Fútbol. Trabajó en el Consejo Supremo de Justicia del Ministerio del Aire como militar asimilado, y posteriormente ascendió a coronel. Desde que se retiró del fútbol a los 40 años, se afincó en Madrid.
Tras acabar la guerra viaja a Cartagena (España), donde juega en el Cartagena Fútbol Club su última temporada en activo. Se retiró en 1940.
El 18 de noviembre de 2006 el Racing de Santander le impuso la insignia de oro del club, falleció en el 2007 siendo el último superviviente de la primera liga que se jugó en España en la temporada 1928-29.